# Euroliga 1998./99.
Ovo je 42. izdanje elitnog europskog klupskog košarkaškog natjecanja. Nakon dvije faze natjecanja po skupinama igrane su osmina završnice i četvrtzavršnica. Hrvatski predstavnik Zadar ispao je u prvoj fazi, a Cibona u drugoj. Završni turnir održan je u Münchenu od 20. do 22. travnja 1999.

## Završni turnir

### Poluzavršnica
- Žalgiris Kaunas -  Olympiacos 87:71
- Fortitudo Bologna -  Virtus Bologna 57:62

### Završnica
- Žalgiris Kaunas -  Virtus Bologna 82:74

- europski prvak:  Žalgiris Kaunas (prvi naslov)
  - sastav ([1]): Tyus Edney, Mindaugas Žukauskas, Giedrius Gustas, Saulius Štombergas, Jiří Zídek, Eurelijus Žukauskas, Dainius Adomaitis, Tomas Masiulis, Darius Maskoliūnas, Anthony Bowie, Kęstutis Šeštokas, Marius Basinkas, Artūras Masiulis, trener Jonas Kazlauskas